# Olivia Wilde
Olivia Jane Cockburn (n. 10 martie 1984), cunoscută profesional ca Olivia Wilde, este o actriță, scenaristă, regizoare, producătoare, fotomodel american. Ea este cunoscută în principal pentru rolurile din serialele The O.C., The Black Donnellys și House, și filmele Tron: Legacy, Cowboys & Aliens, In Time, Her și Drinking Buddies.

## Filmografie

### Film

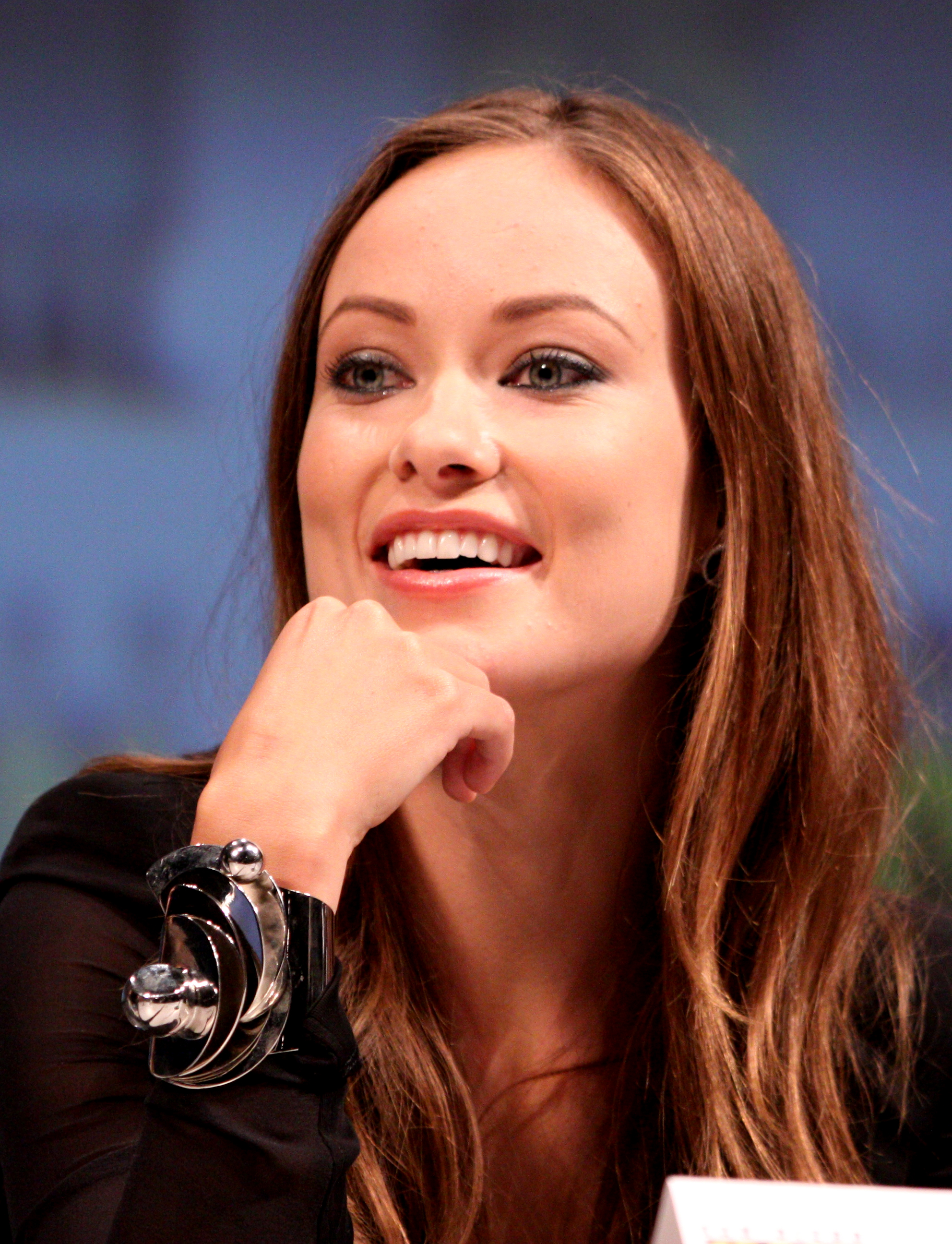
Olivia Wilde la Comic Con 2010, în San Diego

| An   | Titlu                           | Rol                | Note                                |
| ---- | ------------------------------- | ------------------ | ----------------------------------- |
| 2004 | The Girl Next Door              | Kellie             |                                     |
| 2005 | Conversations with Other Women  | Bridesmaid         |                                     |
| 2006 | Alpha Dog                       | Angela Holden      |                                     |
| 2006 | Bickford Shmeckler's Cool Ideas | Sarah Witt         |                                     |
| 2006 | Turistas                        | Bea                |                                     |
| 2007 | The Death and Life of Bobby Z   | Elizabeth          |                                     |
| 2008 | Fix                             | Bella              |                                     |
| 2009 | Year One                        | Prințesa Inanna    |                                     |
| 2009 | The Ballad of G.I. Joe          | The Baroness       | Video scurt                         |
| 2010 | Weird: The Al Yankovic Story    | Madonna            | Video scurt                         |
| 2010 | The Next Three Days             | Nicole             |                                     |
| 2010 | Tron: Legacy                    | Quorra             |                                     |
| 2011 | Free Hugs                       | Head Hooper        | Film scurt; regizoare și scenaristă |
| 2011 | Cowboys & Aliens                | Ella Swenson       |                                     |
| 2011 | The Change-Up                   | Sabrina McKay      |                                     |
| 2011 | On the Inside                   | Mia Conlon         |                                     |
| 2011 | In Time                         | Rachel Salas       |                                     |
| 2012 | Butter                          | Brooke Swinkowski  |                                     |
| 2012 | Deadfall                        | Liza               |                                     |
| 2012 | People Like Us                  | Hannah             |                                     |
| 2012 | The Words                       | Daniella           |                                     |
| 2013 | The Incredible Burt Wonderstone | Jane               |                                     |
| 2013 | Drinking Buddies                | Kate               | Producător executiv                 |
| 2013 | Rush                            | Suzy Miller        |                                     |
| 2013 | Her                             | Amelia             |                                     |
| 2013 | Third Person                    | Anna               |                                     |
| 2014 | Better Living Through Chemistry | Elizabeth Roberts  |                                     |
| 2014 | The Longest Week                | Beatrice Fairbanks | Terminat                            |
| 2014 | Unity                           | Naratoarea         | Documentar                          |
| 2015 | The Lazarus Effect              | Zoe                |                                     |
| 2015 | Meadowland                      | Sarah              | Post-producție                      |
| 2015 | Let It Snow                     |                    | Filmare                             |
| 2015 | Haos de Crăciun                 | Eleanor            |                                     |

### Televiziune
| An        | Titlu                                           | Rol                                                      | Note                                                     |
| --------- | ----------------------------------------------- | -------------------------------------------------------- | -------------------------------------------------------- |
| 2003      | Skin                                            | Jewel Goldman                                            | 6 episoade                                               |
| 2004–2005 | The O.C.                                        | Alex Kelly                                               | 13 episoade                                              |
| 2006      | Punk'd                                          | Ea însăși                                                | Episodul "7.2"                                           |
| 2007      | The Black Donnellys                             | Jenny Reilly                                             | 14 episoade                                              |
| 2007–2012 | House                                           | Dr. Remy "Thirteen" Hadley                               | 81 episoade                                              |
| 2012      | Tron: Uprising                                  | Quorra (voce)                                            | Episodul: "Isolated"                                     |
| 2012      | Half the Sky                                    | Ea însăși                                                | Documentar                                               |
| 2012      | Robot Chicken                                   | Rosemary Woodhouse / Groupie / Flight Attendant (voices) | Episodul: "Crushed by a Steamroller on My 53rd Birthday" |
| 2013      | The High Fructose Adventures of Annoying Orange | Rainbow Fairy (voce)                                     | Episodul: "Bats All, Fruits"                             |
| 2014      | Portlandia                                      | Eco-Terrorist                                            | Episodul: "Ecoterrorists"                                |
| 2014      | American Dad!                                   | Denise (voce)                                            | Episodul: "Introducing The Naughty Stewardesses"         |

### Clipuri video
| An   | Titlu            | Artist                 |
| ---- | ---------------- | ---------------------- |
| 2006 | "So Far We Are"  | French Kicks           |
| 2007 | "Stolen"         | Dashboard Confessional |
| 2010 | "Derezzed"       | Daft Punk              |
| 2013 | "City of Angels" | 30 Seconds to Mars     |

### Jocuri video
| An   | Titlu                        | Rol    | Note |
| ---- | ---------------------------- | ------ | ---- |
| 2010 | Tron: Evolution              | Quorra | Voce |
| 2010 | Tron Evolution: Battle Grids | Quorra | Voce |

## Premii și nominalizări
| An   | Premiu                    | Categorie                                                | Lucrare                         | Rezultat     |
| ---- | ------------------------- | -------------------------------------------------------- | ------------------------------- | ------------ |
| 2006 | The Comedy Festival       | Best Actress                                             | Bickford Shmeckler's Cool Ideas | Câștigat     |
| 2008 | Vail Film Festival        | Rising Star Award                                        | Bickford Shmeckler's Cool Ideas | Câștigat     |
| 2008 | Teen Choice Awards        | Choice TV Breakout Star Female                           | House                           | Nominalizare |
| 2009 | Teen Choice Awards        | Choice TV Actress: Drama                                 | House                           | Nominalizare |
| 2009 | Screen Actors Guild Award | Outstanding Performance by an Ensemble in a Drama Series | House                           | Nominalizare |
| 2010 | Teen Choice Awards        | Choice TV Actress: Drama                                 | House                           | Nominalizare |
| 2011 | MTV Movie Awards          | Best Breakout Star                                       | Tron: Legacy                    | Nominalizare |
| 2011 | Teen Choice Awards        | Choice Movie Breakout Female                             | Tron: Legacy                    | Nominalizare |
| 2011 | Teen Choice Awards        | Choice TV Actress: Drama                                 | House                           | Nominalizare |
| 2013 | Teen Choice Awards        | Choice Movie Actress: Comedy                             | The Incredible Burt Wonderstone | Nominalizare |